# Lee College
Lee College es un colegio comunitario en Baytown, Texas. El colegio comunitario sirve las áreas de los distritos escolares de Anahuac, Barbers Hill, Crosby, Dayton, East Chambers, Devers, Goose Creek, Hardin, Hardin-Jefferson, Huffman, Hull-Daisetta, y Liberty. El colegio comunitario tiene más de 9.000 estudiantes. En 1934 Lee College se abrió.